# Одрынка
Одры́нка, в 19 веке Орды́нка (укр. Одринка) — село,
Одрынский сельский совет,
Нововодолажский район,
Харьковская область.
Код КОАТУУ — 6324282501. Население по переписи 2001 года составляет 474 (224/250 м/ж) человека.
До 2020 являлось административным центром Одрынского сельского совета, в который, кроме того, входили сёла
Кут и
Пластуновка.

## Географическое положение
Село Одрынка находится на реке Чернечья (бывшая Одрынки или Адрынка).
На реке несколько больших запруд.
На расстоянии в 1 км расположены сёла Пластуновка (к западу) и Мокрая Ракитная (к востоку);
ниже по течению находится село Бахметьевка (Нововодолажский район).
Северо-восточная часть села раньше была селом Лысый Горб.

## История
- 1681 — дата основания Ордынки[2].
- В 19 веке село называлось Адрынка, затем Ордынка.[3]
- В 1940 году, перед ВОВ, в селе Одрынка, находившемся на обеих берегах реки Чернечья, без хуторов были 396 дворов, православная церковь, четыре ветряные мельницы и сельсовет.[4]
- В 1940 на хуторе Гелунев Горб было 63 двора,

на хуторе Сововка было 25 дворов,
на хуторе Бодовка было 35 дворов,
на хуторе Шкапы́ было неизвестное число дворов (сверху вниз по течению Чернечьей).
- После ВОВ данные хутора были присоединены к селу (кроме Гелунева Горба).
- Между 1967 и 1976 годами село Гелунев (Лысый) Горб было присоединено к Одрынке.
- К 1970-м годам хутор Шкапы прекратил существование и на более поздних картах никак не отмечен.
- В 1976 году в селе было 410 дворов и 1116 жителей.
- При СССР в селе был создан и работал колхоз «Шлях Ленина» (не путать со староверовским колхозом "Путь Ленина"), в котором были номерные бригады, кутовская бригада в селе Кут, три номерные фермы, ферма в селе Пластуновка, гараж.[9]
- В 2020 году были ликвидированы Одрынский сельсовет и весь Водолажский район.

## Экономика
- Молочно-товарная ферма.
- Сельскохозяйственное ООО «Импульс».
- Сельскохозяйственное ООО «Хлебороб».
- Газовые скважины Ефима Звягильского.

## Объекты социальной сферы
- Одрынский фельдшерско-акушерский пункт.

## Достопримечательности
- Братская могила советских воинов. Похоронены павших 45 воинов.